# Grammatobothus pennatus
Grammatobothus pennatus és un peix teleosti de la família dels bòtids i de l'ordre dels pleuronectiformes.

## Morfologia
Pot arribar als 18 cm de llargària total.

## Distribució geogràfica
Es troba a les costes del Pacífic Occidental (est de Queensland, nord-oest d'Austràlia i Papua Nova Guinea).